# Église Saint-Bavon de Haarlem
Ne pas confondre avec la cathédrale Saint-Bavon de Haarlem.
L'église Saint-Bavon (en néerlandais : Grote of Sint-Bavokerk) est la plus grande église protestante de la ville néerlandaise de Haarlem. Elle est dédiée à Bavon de Gand. Construite dans le style gothique, elle fut initialement une église catholique avant d'être confisquée et convertie au protestantisme en 1578, après le siège de Haarlem.

## Historique
L'église Saint-Bavon de Haarlem est d'abord une église catholique construite dans le style gothique. Elle est dédiée à Bavon de Gand.
Elle est confisquée et convertie au protestantisme en 1578, après le siège de Haarlem.

## Conséquences
Au XIXe siècle, l'évêque de Haarlem lance la construction de la cathédrale Saint-Bavon en hommage à l'ancienne église Saint-Bavon.

## Description
L'église Saint-Bavon est la plus grande église protestante de la ville néerlandaise de Haarlem.

## Galerie

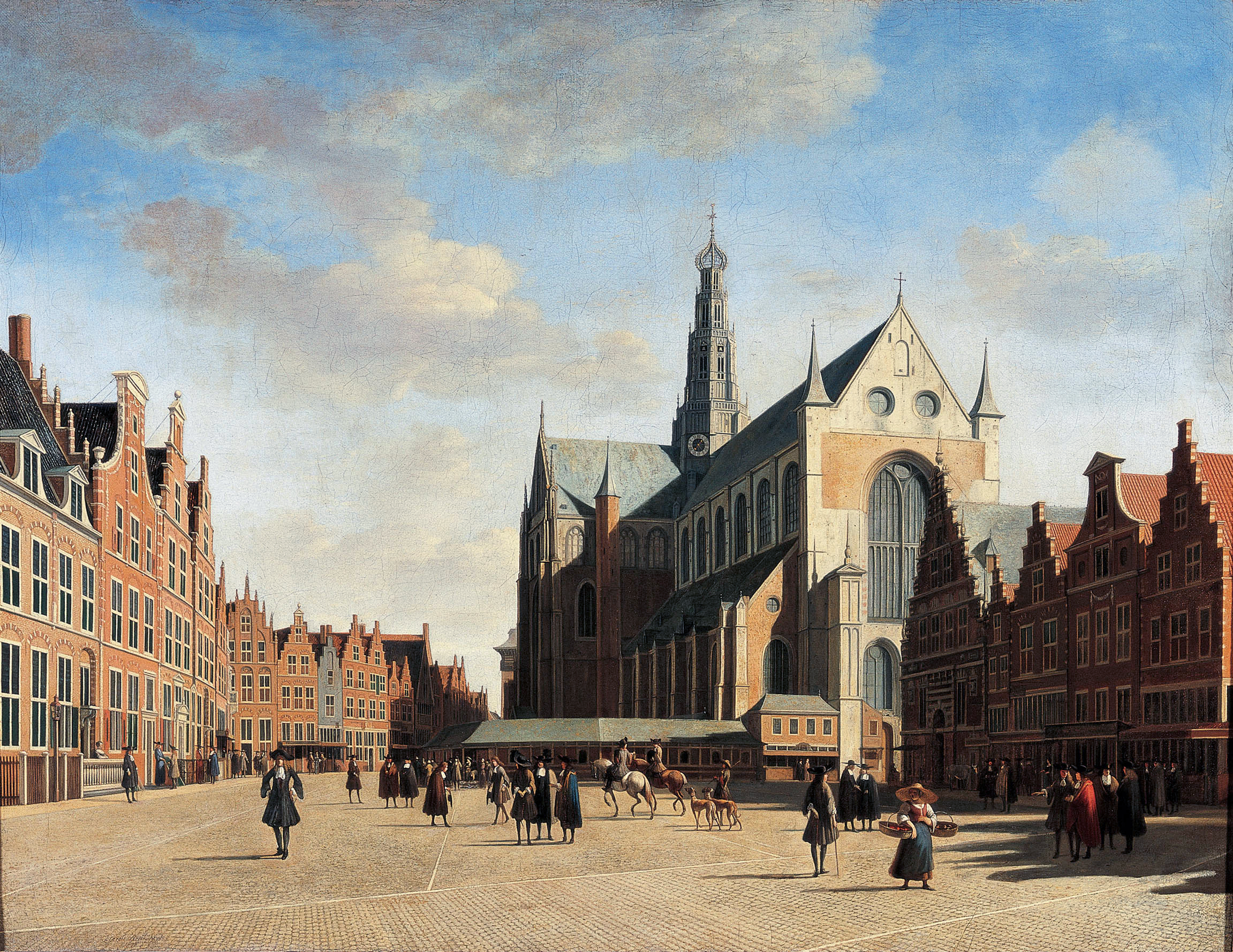
Le Grand Marché de Haarlem, peinture de Gerrit Berckheyde, réalisée en 1696.
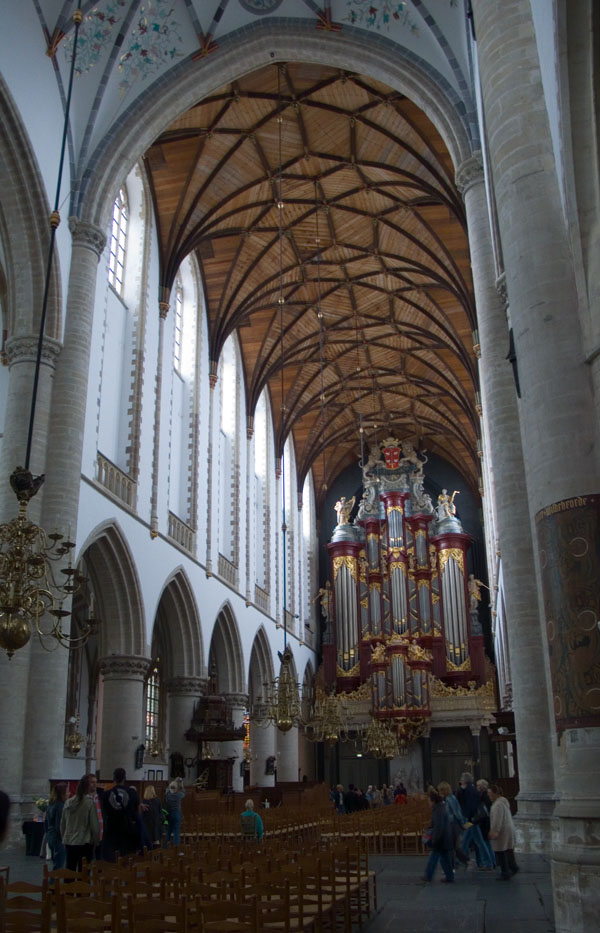
Intérieur de l'église Saint-Bavon
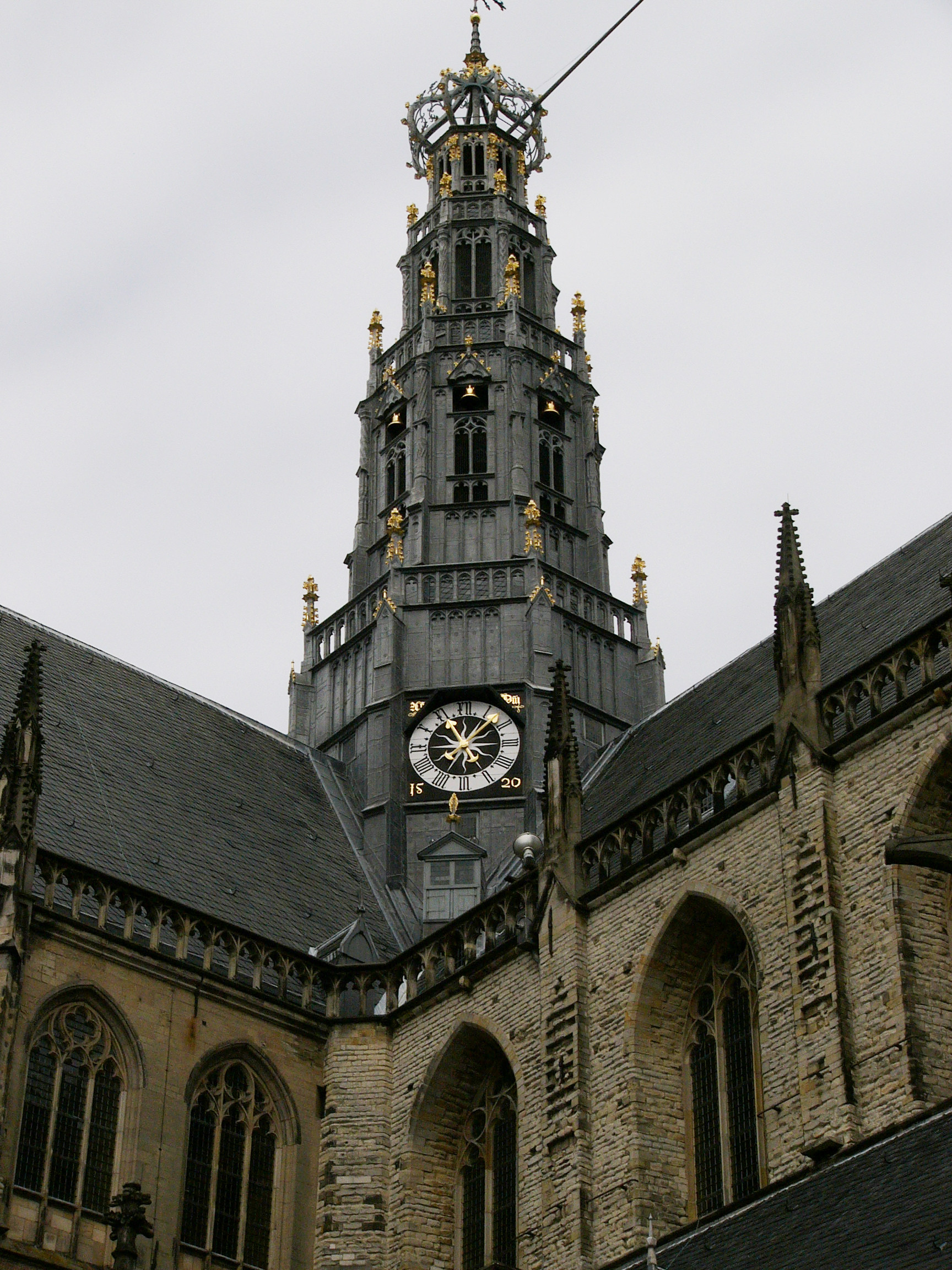
Tour de l'Église Saint-Bavon
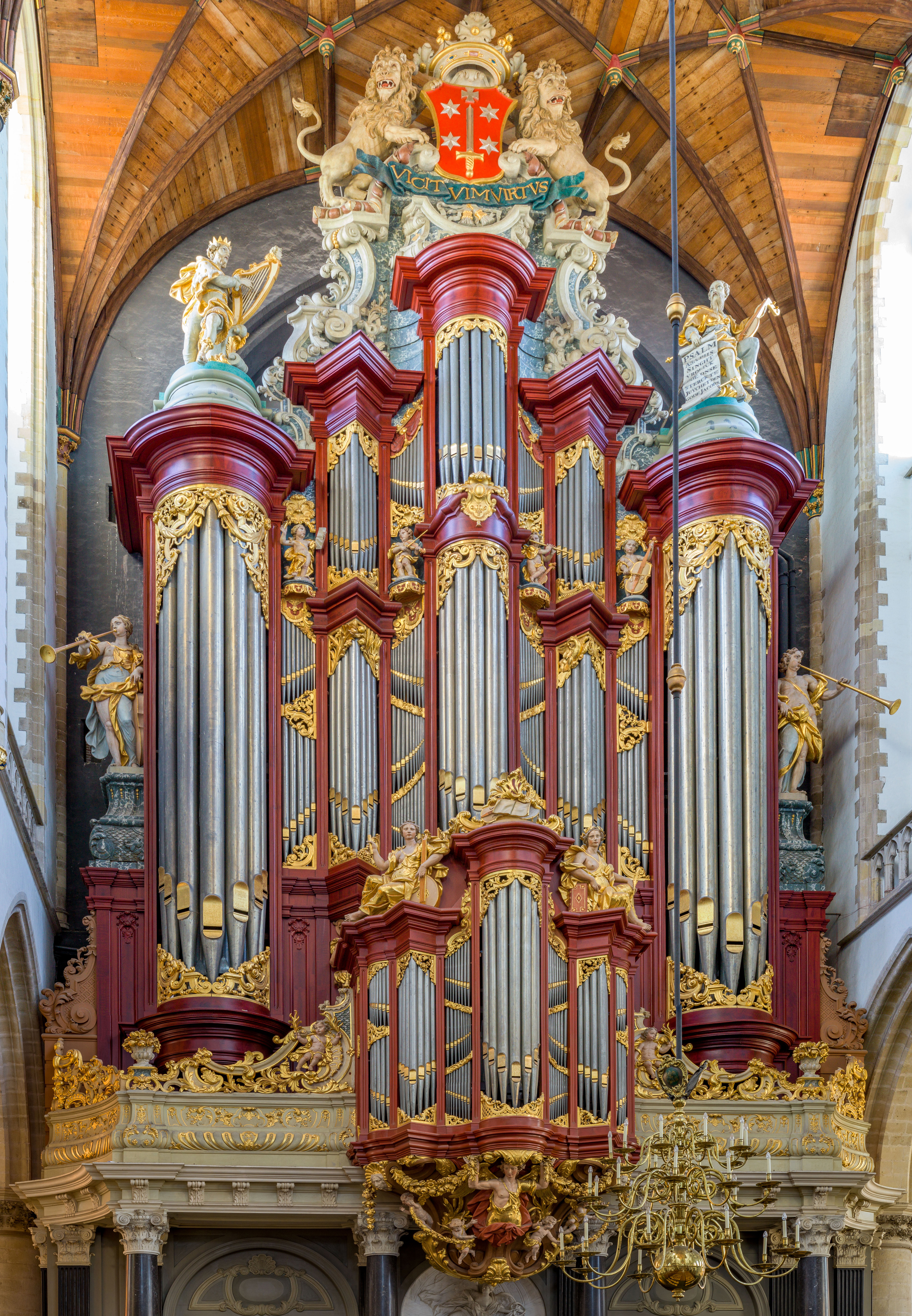
L'orgue de l'église. Juillet 2019.